# 2014 RC
2014 RCは、協定世界時2014年9月7日18時2分に地球から約0.000267天文単位（月までの距離の0.1倍）まで接近した地球近傍天体である。最接近した時は視等級が11.5まで明るくなったが、裸眼や双眼鏡での観測は出来なかった。ピーク時の明るさの時の小惑星の赤緯は-47で、ニュージーランド上空で観測された。2014 RCは、チェリャビンスク隕石の約半分の大きさで、2013年に接近した2012 DA14とほぼ同じ距離を通過した。同年に接近した、2014 AAと2014 LY21は、より地球に近づいた。2014 RCは、2014年9月5日にJPL Sentry Risk Tableから除去され、今後100年間は地球に衝突しないとされた。しかし、2115年9月8日に2014 RCは月から0.004天文単位のところを通過する。1973年9月6日には、地球から0.00076～0.018天文単位の距離を通り過ぎた。

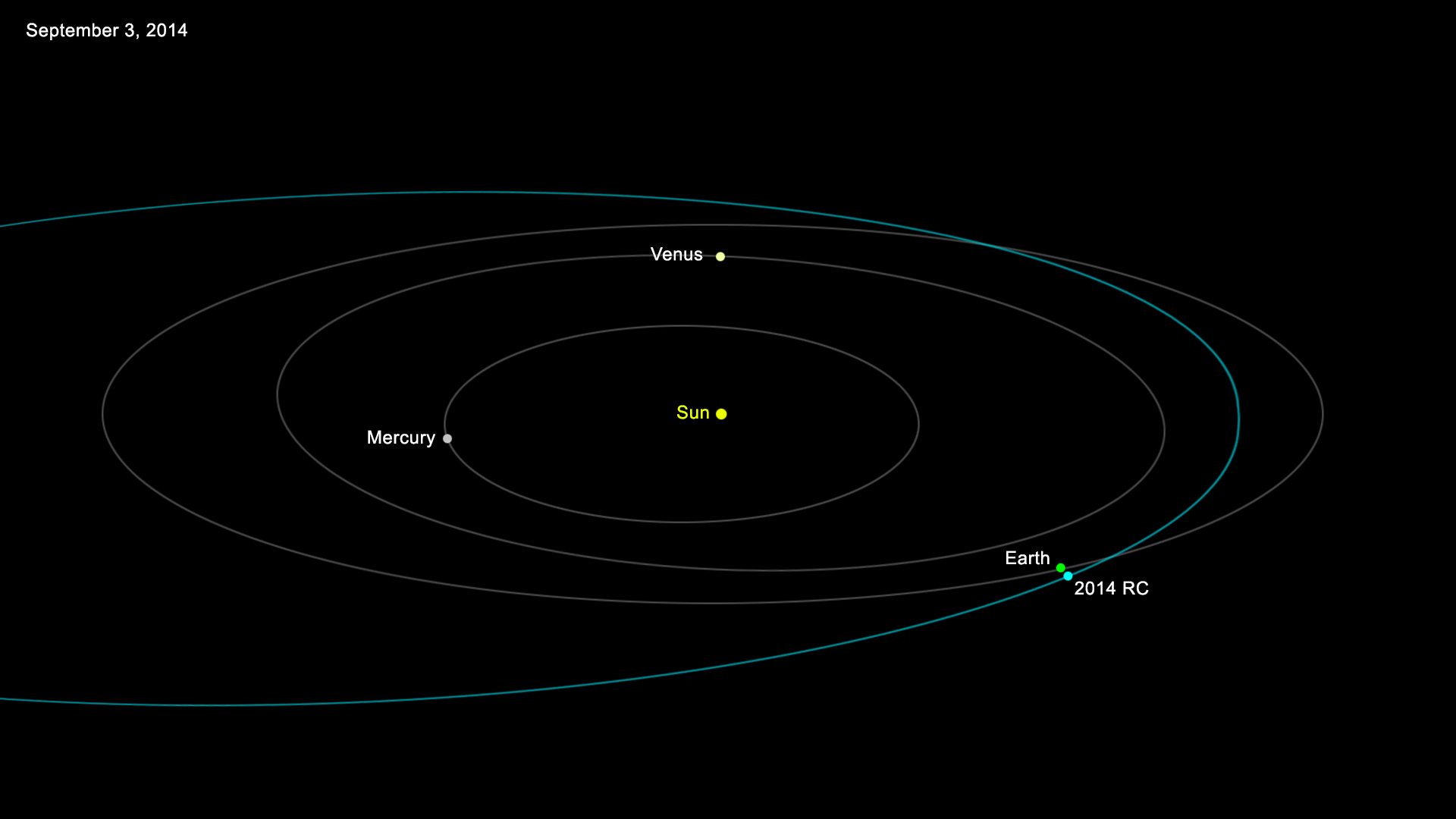
2014年9月3日の2014 RCの位置。

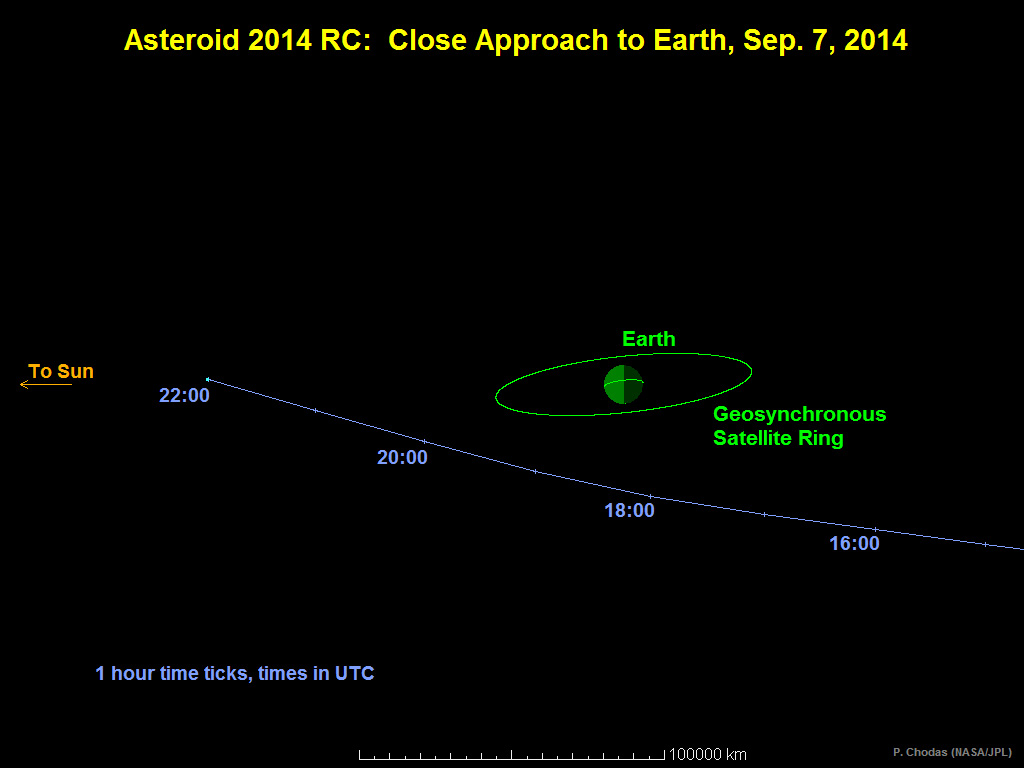
2014年9月7日の2014 RCの位置。地球のすぐそばを通過している事が分かる。

## 軌道の変化
2014年の地球への接近の間、2014 RCの公転周期は600日から549日に減少した。軌道離心率は減少し、軌道傾斜角は増加した。
| パラメータ | 元期          | 近点 (Q) | 遠点 (q) | 軌道長半径 (a) | 軌道離心率 (e) | 軌道周期 (p) | 軌道傾斜角 (i) | 昇交点黄経 (Ω) | 平均近点角 (M) | 近点引数 (ω) |
| 単位       |               | AU       | AU       | AU             |                | (日)         | (°)            | (°)            | (°)            | (°)          |
| ---------- | ------------- | -------- | -------- | -------------- | -------------- | ------------ | -------------- | -------------- | -------------- | ------------ |
| 接近前     | 2014年9月1日  | 1.95     | 0.834    | 1.39           | 0.400          | 600          | 1.44°          | 345°           | 326°           | 65.9°        |
| 接近後     | 2014年10月1日 | 1.80     | 0.821    | 1.31           | 0.375          | 549          | 4.57°          | 345°           | 340°           | 71.2°        |

## 物理的性質
絶対等級は26.8で、アルベドから推測すると、直径は11から25mになる。NASA Infrared Telescope Facilityによる観測で、この小惑星はSq型のかなり明るい小惑星で、アルベドは約0.24であると結論付けられた。そのアルベド値より、2014 RCの直径は約12mと推定されている。